# Blejska Dobrava
Blejska Dobrava este o localitate din comuna Jesenice, Slovenia, cu o populație de 977 de locuitori.